# パラオの国章
パラオの国章（パラオのこくしょう）とは1955年に制定されたパラオの紋章のこと。パラオ国民会議（議会）の印章とも共用されている。
白地の円に青い線で伝統的な建築物が描かれている。

## 構成
外周の円の中には、上部にパラオ語でOlbiil era Kelulau「パラオ国民会議」、下部に英語でRepublic of Palau「パラオ共和国」の文字がある。
図はアバイと呼ばれる伝統的な集会所である。国民の結束と融和のシンボル。国章では略されているが、アバイの壁には伝承を描いた美しい絵画が描かれている。アバイは各氏族が話し合いをもち結束する場でもあり、老人が少年へ伝統を継承する場でもあり、アメリカの支配以前の母系制であったパラオ社会での男性の社交の場でもあった。
アバイは18の石の上に立っている。この18の石はパラオの18の区画を表す。